# Shaquille O'Neal
Shaquille Rashaun O'Neal (Newark, New Jersey, 6 maart 1972) is een Amerikaans voormalig basketbalspeler in de NBA. Hij wordt met 2 meter 16 en op zeker moment 147,4 kilogram beschouwd als een van de sterkste spelers die de NBA ooit gekend heeft.

## Jeugd
O'Neal kreeg de naam "Shaquille Rashaun" (wat "Kleine Strijder" in
Arabisch betekent) van zijn biologische vader, Joseph Toney. Zijn moeder, Lucille O'Neal Harrison, huwde legersergeant Phillip Harrison kort na de geboorte van Shaquille.
Shaq bracht enkele kinderjaren door in Duitsland in Wildflecken, Beieren, waar zijn stiefvader Harrison gestationeerd was. Hier kwam hij voor het eerst in aanraking met een basketbal.
O'Neal brak in zijn jeugd beide polsen tijdens het klimmen tussen twee bomen. Hij gebruikt dit als een verklaring voor zijn lage vrijeworpgemiddelde.

## Basketballoopbaan

### Louisiana State University
Hij bereikte voor het eerst nationale aandacht als ster bij Robert G. Cole Junior-Senior High School in San Antonio, Texas. Hij werd de speler van het jaar van zijn school tijdens zijn speeljaren. Daarna ging hij naar Louisiana State University, de universiteit van de staat Louisiana, waar hij een diploma in handelswetenschappen behaalde. Tijdens zijn jaren aan deze universiteit werd hij tweemaal gekozen voor de eerste All-Americanploeg, was hij tweemaal de SEC-speler van het jaar en werd hij in 1991 verkozen tot nationale speler van het jaar.

### Orlando Magic
Hij werd als eerste speler geselecteerd in 1992 NBA draft door Orlando Magic en hielp het team aan een prijzenswaardige 41 overwinningen, die dat jaar de play-offs miste met het kleinste verschil. Hij verhoogde verder zijn bekendheid dat jaar met twee beruchte dunks waardoor de steunen braken die de basket aan de back-board houden, de eerste tegen de Phoenix Suns en de tweede tegen de New Jersey Nets.
In het seizoen 93-94 hielp Shaq de Magics aan hun eerste play-offkwalificatie ooit.
In 94-95, zorgden O'Neal en Anfernee 'Penny' Hardaway ervoor dat hun team de NBA-finale bereikte, maar verloren daarin van de Houston Rockets in vier wedstrijden.

### Los Angeles Lakers

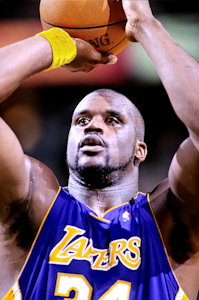
O'Neal met de Lakers in 1999

Na het seizoen 95-96 verliet O'Neal Orlando om zich aan te sluiten bij de Los Angeles Lakers voor een ongekend contract van 120 miljoen dollar voor zeven seizoenen. Hij en zijn teammate Kobe Bryant vormden een van meest efficiënte guard-center combinaties in de geschiedenis van de NBA, hoewel hun verhouding gespannen was en de twee vaak met elkaar in het openbaar en privé in aanvaring kwamen.
Hoe dan ook, de twee getraind door Phil Jackson genoten enorm succes op het veld, aangezien O'Neal en Bryant de Los Angeles Lakers tot drie opeenvolgende NBA- titels leidden (2000, 2001, 2002). Shaq werd driemaal verkozen tot MVP van de NBA-finales en had de hoogste gemiddelde statistieken voor een center in de geschiedenis van NBA finales. Hij werd ook verkozen tot de Meest Waardevolle Speler (MVP) voor het seizoen 99-2000. Daarbij was O'Neal in 2000 de vierde speler ooit die in de NBA-finale twee wedstrijden achter elkaar 40 of meer punten maakte, na Jerry West (in zowel 1965 als 1969), Rick Barry (1967) en Michael Jordan (vier wedstrijden achter elkaar in 1993).
Aan het begin van het seizoen van 2003-04 kondigde O'Neal aan dat hij naar een uitbreiding van zijn contract streefde. Het bestuur van de Lakers was aarzelend om zijn eisen in te willigen. De Lakers boden O'Neal in februari 2004 een contract aan om de hoogst betaalde speler te blijven in de competitie, maar O’Neal weigerde.
Nadat de Lakers door de Detroit Pistons verslagen werden in de NBA-finales, werd O'Neal geïrriteerd door commentaren van de algemene manager van de Lakers, Mitch Kupchak, in verband met zijn toekomst binnen het team. Daarop eiste O’Neal een onmiddellijke transfer.

### Miami Heat
Op 14 juli 2004, werd O'Neal officieel getransfereerd naar de Miami Heat voor Caron Butler, Lamar Odom, Brian Grant en een eerste-ronde selectie in de NBA Draft. De ruil werd onmiddellijk bestempeld als een van de belangrijkste in de sportgeschiedenis, met analisten die pessimistisch waren dat één man zoveel zeer belangrijke spelers van Miami kon vervangen. Nochtans overtrof de herboren Shaq alle verwachtingen, waarbij Miami als eerste eindigde in de Oostelijke Conferentie. De overgekomen spelers van Miami konden er echter niet voor zorgen dat de Lakers de play-offs haalden. O’Neal verloor nipt de toekenning van de 2004–2005 MVP aan Steve Nash van de Phoenix Suns. Ondanks een diepe dijkneuzing, loodste Shaq Miami naar de Oostelijke Conferentie Finale waarin ze in zeven wedstrijden nipt verloren van Detroit.
In augustus 2005 ondertekende O’Neal een verlenging van zijn contract voor 5 jaar voor een totaal bedrag van 100 miljoen dollar. Terwijl de critici deze verlenging als het te veel betalen van een verouderende speler aan de kaak stelden, loofden de voorstanders het management van de Heat voor het behouden van de waarschijnlijk meest dominante speler in NBA voor "slechts" 20 miljoen dollar per jaar en dit tijdens een periode waar de middelmatige of constant geblesseerde spelers zoals Keith Van Horn, Derek Anderson, Allan Houston of Brian Grant bijna hetzelfde bedrag krijgen.
Door dit contract te ondertekenen, weerlegde O'Neal de vroegere commentaren over hem, die beweerde dat hij nooit een loonsverlaging zou toestaan in het belang van het team. Hij ontving daardoor “slechts” 20 miljoen dollar in plaats van 30 miljoen dollar en dit om de Heat in de mogelijkheid te stellen om goede spelers te kunnen aankopen.
Dit alles leidde tot het eerste kampioenschap voor de Miami Heat in de geschiedenis. In het seizoen 2005–2006 wist Miami met de sterren O'Neal en Dwyane Wade de Dallas Mavericks in de NBA-finale te verslaan.

### Phoenix Suns
Na het geslaagde seizoen bij de Miami Heat werden er veel spelers "getransfereerd" en O'Neal kreeg veel meer last van blessures. Toen Miami-ster Dwyane Wade dan ook nog uitviel, ging het zeer slecht met de Heat.
In het midden van het seizoen 2007/2008 besloot Shaquille dan ook te vertrekken. De Miami Heat wonnen dat hele jaar nog maar 16 van de 82 wedstrijden. O'Neal ging dan maar naar de Phoenix Suns, waarvoor Miami ster Shawn Marion en bankspeler Marcus Banks in de plaats kregen.
Analisten waren weer kritisch, want Shaq had niet zoveel jaren meer te gaan en ook Sun Steve Nash was al wat ouder. Aan de andere kant had Phoenix nog nooit een titel gewonnen en met een echte center zou dat weleens kunnen veranderen. Dit gebeurde helaas nog niet want in de play-offs wisten ze (alweer) niet te winnen van de San Antonio Spurs.

### Cleveland Cavaliers
O'Neal speelde in het seizoen 2009–2010 voor de Cleveland Cavaliers, het team van LeBron James. Voor Ben Wallace, Sasha Pavlovic, een draft pick van de 2e ronde van 2010 en $500.000, ging Shaq' naar de Cavs. Volgens ESPN verdiende de 37-jarige O'Neal dat seizoen 20 miljoen dollar (14,24 miljoen euro).
De "Cavs" haalden de play-offs waarin ze in een zinderende best-of-seven werden uitgeschakeld door Boston Celtics. Boston "offerde" in deze serie een aantal van hun centers op aan de verdediging van Shaq die ondanks zijn traditionele matige vrije worpen een zeer goede indruk achterliet.
Toen duidelijk werd dat Lebron James na het seizoen de Cavaliers zou verlaten, keek ook O'Neal om zich heen. De Boston Celtics, die nog niet vergeten waren hoeveel moeite ze hadden met Shaq, deden een bod.

### Boston Celtics
Op 4 augustus 2010 werd bekendgemaakt dat O'Neal de volgende twee seizoenen voor de Boston Celtics ging spelen. Naar verluidt kreeg hij hier 3 miljoen dollar voor betaald.
In Boston speelde O'Neal onder coach Doc Rivers in het team dat eerder dat jaar de NBA finale verloor van Kobe Bryant's Lakers. De technische staf vond het aantrekken van Shaquille (toen 38 jaar oud) in een team waarvan de meeste basisspelers boven de 30 waren, niet voor de hand liggend, maar de eigenaar speculeerde (volgens de geruchten) op revanche-gevoelens bij O'Neal ten opzichte van Bryant. In het reguliere seizoen kwam "Shaq" niet veel aan spelen toe door blessures.
Boston Celtics plaatste zich niettemin makkelijk voor de play-offs in het seizoen 2010–2011. O'Neal speelde zijn eerste wedstrijd sinds 1 februari 2011 op 7 mei 2011, Game 3 in de halve finale van de 2011 play-offs tegen Miami Heat, hij speelde maar 5 minuten en 29 seconden.
O'Neal kon zo niet verder blijven spelen en op 1 juni 2011 kondigde O'Neal zijn afscheid aan via social media. In een kort bericht op Twitter "tweette" O'Neal "We hebben het gedaan. Negentien jaar lang, "baby". Ik wil jullie allemaal zeer erg bedanken. Daarom vertel ik het jullie eerst. Ik sta op het punt om m'n basketschoenen aan de haak te hangen. Ik hou van jullie. Zal binnenkort wel met jullie praten." Op 3 juni 2011 hield O'Neal een persconferentie in zijn thuisstad Orlando om officieel zijn afscheid aan te kondigen.

## Statistieken

### Gemiddelden
| Jaar     | Team | W   | WS  | MPW  | DP%  | 3P%  | VW%  | ORPW | DRPW | TRPW | APW | SPW  | BPW  | TOPW | FPW  | PPW  |
| -------- | ---- | --- | --- | ---- | ---- | ---- | ---- | ---- | ---- | ---- | --- | ---- | ---- | ---- | ---- | ---- |
| 92-93    | ORL  | 81  | 81  | 37.9 | .562 | .000 | .592 | 4.2  | 9.6  | 13.9 | 1.9 | 0.7  | 3.5  | 3.79 | 4.00 | 23.4 |
| 93-94    | ORL  | 81  | 81  | 39.8 | .599 | .000 | .554 | 4.7  | 8.5  | 13.2 | 2.4 | 0.9  | 2.8  | 2.74 | 3.50 | 29.3 |
| 94-95    | ORL  | 79  | 79  | 37.0 | .583 | .000 | .533 | 4.2  | 7.3  | 11.4 | 2.7 | 0.9  | 2.4  | 2.58 | 3.30 | 29.3 |
| 95-96    | ORL  | 54  | 52  | 36.0 | .573 | .500 | .487 | 3.4  | 7.7  | 11.0 | 2.9 | 0.6  | 2.1  | 2.87 | 3.60 | 26.6 |
| 96-97    | LAL  | 51  | 51  | 38.1 | .557 | .000 | .484 | 3.8  | 8.7  | 12.5 | 3.1 | 0.9  | 2.9  | 2.86 | 3.50 | 26.2 |
| 97-98    | LAL  | 60  | 57  | 36.3 | .584 | .000 | .527 | 3.5  | 7.9  | 11.4 | 2.4 | 0.6  | 2.4  | 2.92 | 3.20 | 28.3 |
| 98-99    | LAL  | 49  | 49  | 34.8 | .576 | .000 | .540 | 3.8  | 6.9  | 10.7 | 2.3 | 0.7  | 1.7  | 2.49 | 3.20 | 26.3 |
| 99-00    | LAL  | 79  | 79  | 40.0 | .574 | .000 | .524 | 4.3  | 9.4  | 13.6 | 3.8 | 0.5  | 3.0  | 2.82 | 3.20 | 29.7 |
| 00-01    | LAL  | 74  | 74  | 39.5 | .572 | .000 | .513 | 3.9  | 8.8  | 12.7 | 3.7 | 0.6  | 2.8  | 2.95 | 3.50 | 28.7 |
| 01-02    | LAL  | 67  | 66  | 36.1 | .579 | .000 | .555 | 3.5  | 7.2  | 10.7 | 3.0 | 0.6  | 2.0  | 2.55 | 3.00 | 27.2 |
| 02-03    | LAL  | 67  | 66  | 37.8 | .574 | .000 | .622 | 3.9  | 7.2  | 11.1 | 3.1 | 0.6  | 2.4  | 2.93 | 3.40 | 27.5 |
| 03-04    | LAL  | 67  | 67  | 36.8 | .584 | .000 | .490 | 3.7  | 7.8  | 11.5 | 2.9 | 0.5  | 2.5  | 2.91 | 3.40 | 21.5 |
| 04-05    | MIA  | 73  | 73  | 34.1 | .601 | .000 | .461 | 3.5  | 6.9  | 10.4 | 2.7 | 0.4  | 2.3  | 2.78 | 3.60 | 22.9 |
| 05-06    | MIA  | 59  | 58  | 30.6 | .600 | .000 | .469 | 2.9  | 6.3  | 9.2  | 1.9 | 0.4  | 1.8  | 2.85 | 3.90 | 20.0 |
| 06-07    | MIA  | 19  | 18  | 26.2 | .560 | .000 | .437 | 2.5  | 4.8  | 7.3  | 1.7 | 0.2  | 1.6  | 1.84 | 3.40 | 16.1 |
| Carrière |      | 960 | 951 | 36.8 | .580 | .050 | .527 | 3.8  | 7.9  | 11.7 | 2.8 | 0.6  | 2.5  | 2.85 | 3.40 | 26.1 |
| Play-off |      | 171 | 171 | 39.8 | .562 | .000 | .515 | 4.3  | 8.2  | 12.5 | 3.0 | .57  | 2.30 | 3.02 | 3.50 | 26.6 |
| All-Star |      | 9   | 7   | 24.8 | .528 | .000 | .453 | 3.1  | 5.4  | 8.6  | 1.0 | 1.33 | 1.89 | 1.89 | 2.40 | 17.6 |

### Totalen
| Jaar     | Team | Min   | DPG-P      | 3PG-P | VWG-P     | OffR | DefR | TotR  | Ast  | Stl | Blk  | TO   | F    | Ptn   |
| -------- | ---- | ----- | ---------- | ----- | --------- | ---- | ---- | ----- | ---- | --- | ---- | ---- | ---- | ----- |
| 92-93    | ORL  | 3071  | 733-1304   | 0-2   | 427-721   | 342  | 780  | 1122  | 152  | 60  | 286  | 307  | 321  | 1893  |
| 93-94    | ORL  | 3224  | 953-1591   | 0-2   | 471-850   | 384  | 688  | 1072  | 195  | 76  | 231  | 222  | 281  | 2377  |
| 94-95    | ORL  | 2923  | 930-1594   | 0-5   | 455-854   | 328  | 573  | 901   | 214  | 73  | 192  | 204  | 258  | 2315  |
| 95-96    | ORL  | 1946  | 592-1033   | 1-2   | 249-511   | 182  | 414  | 596   | 155  | 34  | 115  | 155  | 193  | 1434  |
| 96-97    | LAL  | 1941  | 552-991    | 0-4   | 232-479   | 195  | 445  | 640   | 159  | 46  | 147  | 146  | 180  | 1336  |
| 97-98    | LAL  | 2175  | 670-1147   | 0-0   | 359-681   | 208  | 473  | 681   | 142  | 39  | 144  | 175  | 193  | 1699  |
| 98-99    | LAL  | 1705  | 510-885    | 0-1   | 269-498   | 187  | 338  | 525   | 114  | 36  | 82   | 122  | 155  | 1289  |
| 99-00    | LAL  | 3163  | 956-1665   | 0-1   | 432-824   | 336  | 742  | 1078  | 299  | 36  | 239  | 223  | 255  | 2344  |
| 00-01    | LAL  | 2924  | 813-1422   | 0-2   | 499-972   | 291  | 649  | 940   | 277  | 47  | 204  | 218  | 256  | 2125  |
| 01-02    | LAL  | 2422  | 712-1229   | 0-1   | 398-717   | 235  | 480  | 715   | 200  | 41  | 137  | 171  | 199  | 1822  |
| 02-03    | LAL  | 2535  | 695-1211   | 0-0   | 451-725   | 259  | 483  | 742   | 206  | 38  | 159  | 196  | 229  | 1841  |
| 03-04    | LAL  | 2464  | 554-948    | 0-0   | 331-676   | 246  | 523  | 769   | 196  | 34  | 166  | 195  | 225  | 1439  |
| 04-05    | MIA  | 2492  | 658-1095   | 0-0   | 353-765   | 253  | 507  | 760   | 200  | 36  | 171  | 203  | 262  | 1669  |
| 05-06    | MIA  | 1806  | 480-800    | 0-0   | 221-471   | 172  | 369  | 541   | 113  | 23  | 104  | 168  | 230  | 1181  |
| 06-07    | MIA  | 498   | 130-232    | 0-0   | 45-103    | 47   | 92   | 139   | 33   | 4   | 31   | 35   | 65   | 305   |
| Carrière |      | 35289 | 9938-17471 | 1-20  | 5192-9847 | 3665 | 7556 | 11221 | 2655 | 623 | 2408 | 2740 | 3302 | 25069 |
| Play-off |      | 6813  | 1759-3132  | 0-0   | 1028-1995 | 741  | 1401 | 2142  | 517  | 97  | 393  | 517  | 604  | 4546  |
| All-Star |      | 223   | 67-127     | 0-2   | 24-53     | 28   | 49   | 77    | 9    | 12  | 17   | 17   | 22   | 158   |

## Filmografie
Shaquille O'Neal speelde ook mee in enkele films:
- Blue Chips (1994)
- Kazaam (1996)
- Good Burger (1997)
- Steel (1997)
- He Got Game (1998)
- The Wash (2001)
- Freddy Got Fingered (2001)
- Scary Movie 4 (2006)
- The Smurfs 2 (2013)
- Grown Ups 2 (2013)
- Blended (2014)
- The LEGO Movie (2014)
- Uncle Drew (2018)
- What Men Want (2019)
- Hubie Halloween (2020)

## Televisie
- Hij had in 2007 een programma genaamd Shaq's Big Challenge, waarin hij zwaarlijvige kinderen liet afvallen.
- Hij had een gastrol in de Halloween special van de Disney-tienerserie Sonny With A Chance, waar hij zichzelf speelt.
- Hij speelde een gastrol in aflevering 8 / seizoen 2 van Curb Your Enthusiasm, de serie die draait om Larry David, de co-creator van Seinfeld.

## Trivia
- O'Neal is sinds 2011 vrijmetselaar.[2]
- Als DJ Diesel neemt O'Neal plaats achter de draaitafel op onder meer het dance-evenement Tomorrowland.[3]

4 Charles Barkley · 
5 Grant Hill · 
6 Penny Hardaway · 
7 David Robinson · 
8 Scottie Pippen · 
9 Mitch Richmond · 
10 Reggie Miller · 
11 Karl Malone · 
12 John Stockton · 
13 Shaquille O'Neal · 
14 Gary Payton · 
15 Hakeem Olajuwon · 
Coach Lenny Wilkens
2 Fisher · 
3 George · 
4 Harper · 
5 Horry · 
8 Bryant · 
16 Salley · 
17 Fox · 
20 Shaw · 
34 O'Neal · 
40 Knight · 
41 Rice · 
45 Green · 
Coach Jackson
2 Fisher · 
3 George · 
4 Harper · 
5 Horry · 
8 Bryant · 
10 Lue · 
17 Fox · 
20 Shaw · 
34 O'Neal · 
35 Madsen · 
40 Foster · 
54 Grant · 
Coach Jackson
2 Fisher · 
3 George · 
5 Horry · 
6 McCoy · 
8 Bryant · 
10 Hunter · 
14 Medvedenko · 
17 Fox · 
20 Shaw · 
23 Richmond · 
34 O'Neal · 
35 Madsen · 
52 Walker · 
Coach Jackson
1 Wright · 
3 Wade · 
5 D. Anderson · 
8 Walker · 
20 Payton · 
24 Kapono · 
30 Barron · 
32 O'Neal · 
33 Mourning · 
40 Haslem · 
42 Posey · 
49 S. Anderson · 
51 Doleac · 
55 Williams · 
Coach Riley
- Biblioteca Nacional de España: XX1361012
- Bibliothèque nationale de France: cb13972273t (data)
- Gemeinsame Normdatei: 134909666
- International Standard Name Identifier: 0000 0000 7366 6496
- Library of Congress Control Number: n93034386
- Nationale Bibliotheek van Letland: 000298615
- MusicBrainz: 074d8126-20b8-47cd-b874-9d8457df7684
- Nederlandse Thesaurus van Auteursnamen: 168194392
- Virtual International Authority File: 66658782
- WorldCat: E39PBJjtcwKMyqG43jGjYDQrMP